# Byward Tower

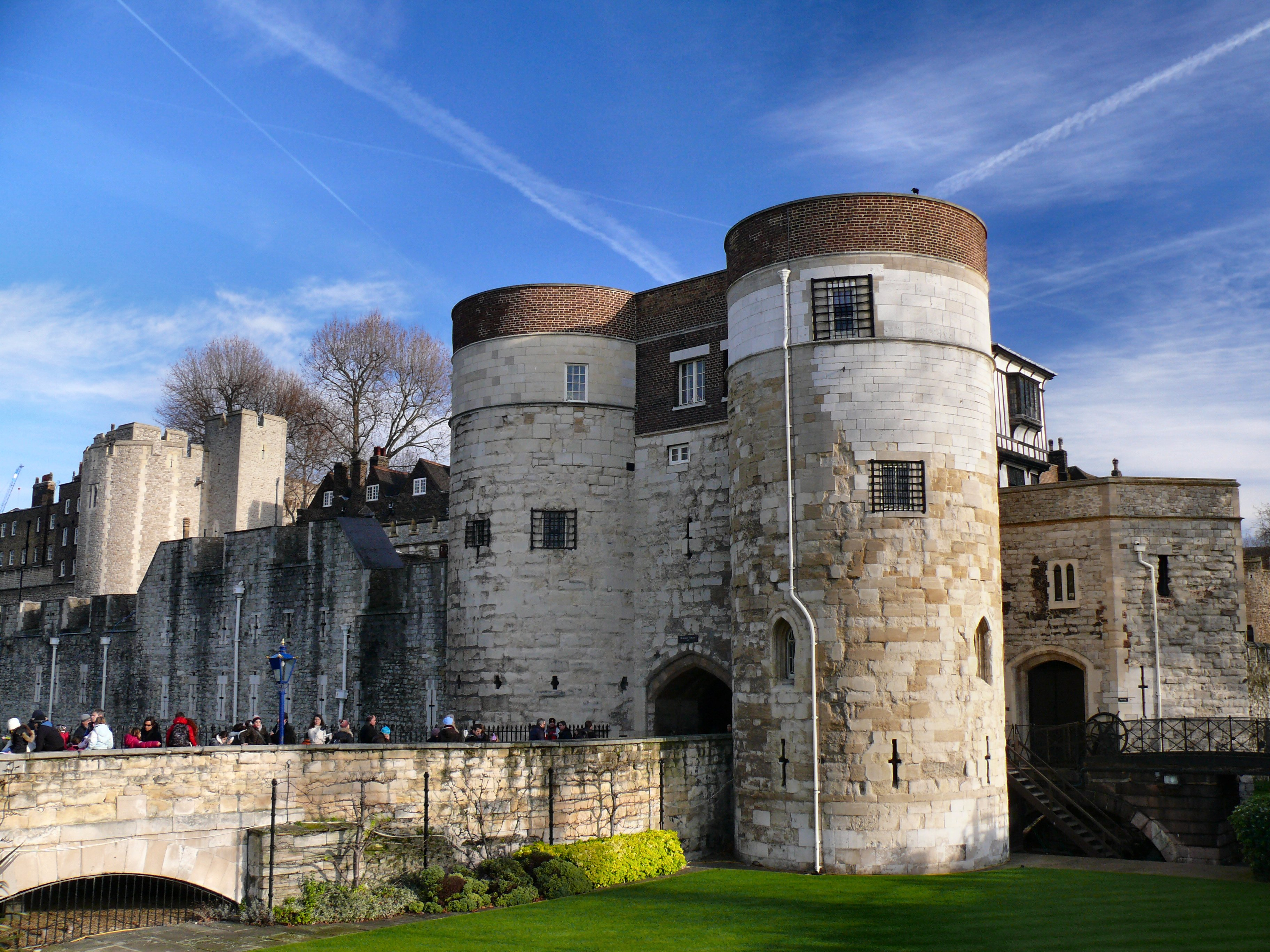
Der Byward Tower beschützt den landseitigen Zugang zum Tower of London

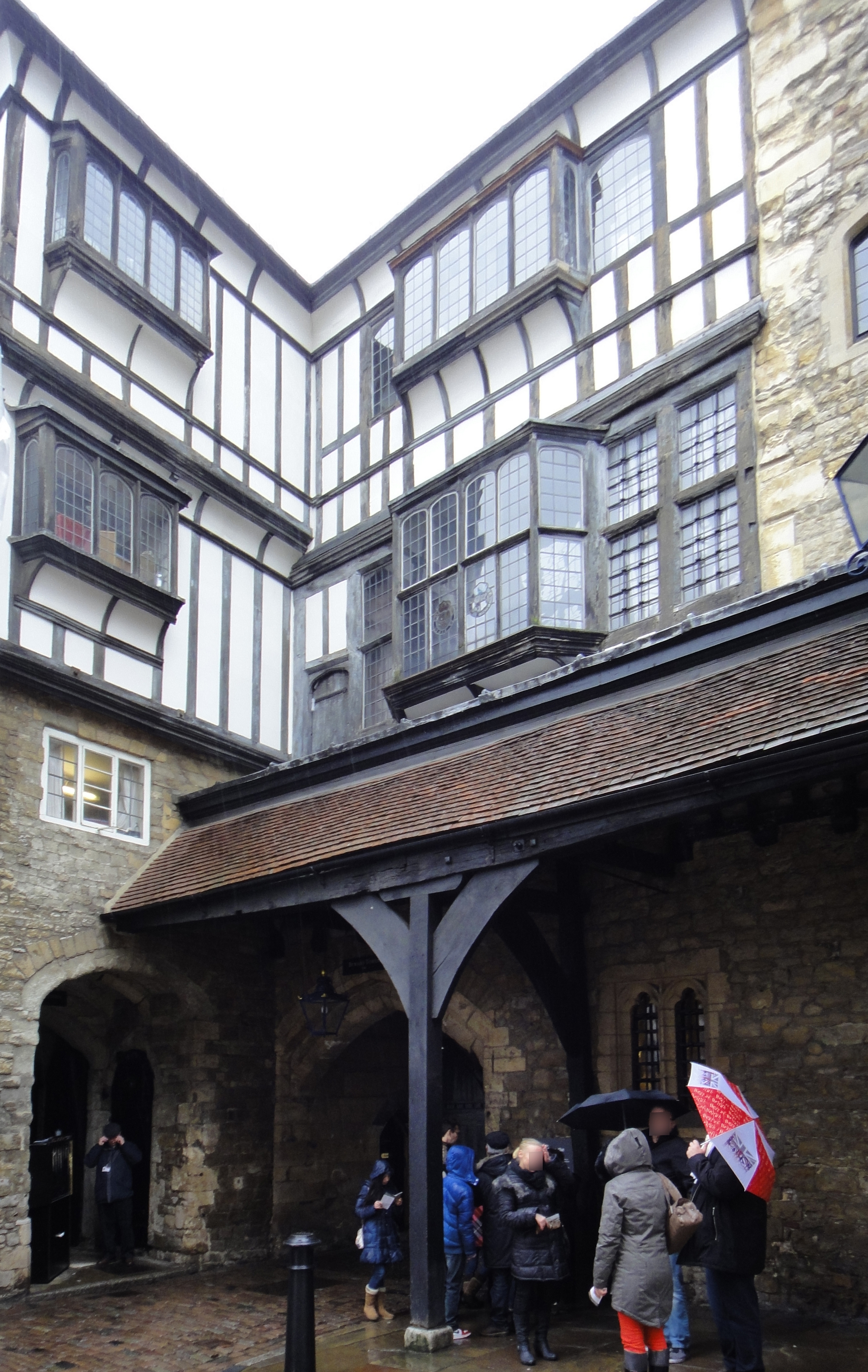
Rückseite des Byward Towers mit Fachwerkanbauten

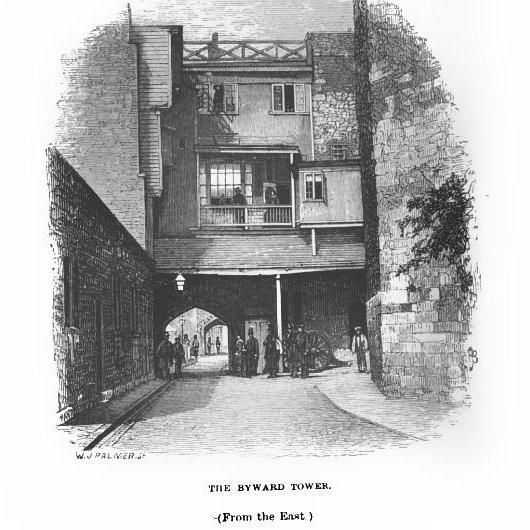
Byward Tower im Jahr 1871 noch mit verkleideter Rückseite.

Der Byward Tower ist ein Turm und Tor im Tower of London. Er liegt im Südwesten der Festung und schützt den landseitigen Zugang über den Festungsgraben. Über eine Brücke ist er auf der Stadtseite mit dem Tor des Middle Towers verbunden.
Der Turm selbst ist nach der Warders' Hall benannt, einem Aufenthalts- und Versammlungsraum der Yeomen Warders direkt neben dem Tor. Es war der Turm by the Warders – neben den Wachen. Nach dem Tor wiederum ist die Byward Street benannt, die in unmittelbarer Nähe des Towers einen Teil des Londoner Innenstadtrings bildet.
Der Byward Tower entstand zusammen mit den übrigen Anlagen der äußeren Mauer im 14. Jahrhundert unter dem englischen König Edward I. Im Gegensatz zu vielen anderen Gebäudeteilen wurde er nicht im 19. Jahrhundert restauriert und erlaubt einen Eindruck vom Bild des Towers vor dessen neogotischen Rückbau. Die Rückseite des Obergeschosses besteht aus einer sichtbaren Fachwerkkonstruktion. Diese ist zwar mittelalterlich, war aber bis zu einem Rückbau 1925 immer hinter einer Verkleidung oder Anbauten versteckt. Erst im 20. Jahrhundert bildete sie eine Fassade.
Er besteht aus Pierre de Caen und Gatton Stone aus dem Mittelalter, der teilweise mit Portland Stone geflickt ist, sowie einer Backsteinbrüstung von etwa 1800. Der ehemalige Verteidigungscharakter des Turms lässt sich noch durch vergleichsweise gut erhaltene Schießscharten, eine Öffnung zu den oberen Räumen im Durchgang sowie zwei Fallgatter erkennen. Auf der Innenseite der Festung befindet sich eine zweistöckige Fachwerkkonstruktion aus Holz zwischen den beiden Türmchen des Byward Towers.
In den Innenräumen befinden sich im ersten Stock zwei Räume in den Türmchen mit Schießscharten nach außen und Feuerplätzen. Diese sind zum Zentralraum im ersten Stock hin offen. Im Zentralraum hängt das noch funktionsfähige Fallgatter, das durch einen großen Holzschirm vom hinteren Teil des Raumes getrennt ist. Die Bodenfliesen in diesem Raum sind teilweise diagonal verlegt.
Auf der Südseite des Raums ist ein Kreuzigungsgemälde aus dem 14. Jahrhundert auf die Wand gemalt, dessen zentrale Figur aber durch den späteren Einbau einer Feuerstelle zerstört wurde. Das Werk eines unbekannten englischen Künstlers ist im Weichen Stil der Gotik gehalten. Die hochklassig ausgeführten Figuren sind vor einem luxuriösen Hintergrund aus Papageien, Löwen und Fleur-de-Lis gemalt. Die Innenräume des Byward Towers sind der Öffentlichkeit nicht zugänglich, im Fachwerkanbau befindet sich die Wohnung des Obersten Yeoman Warder.
Gänge führen aus beiden Stockwerken des Byward Towers zu einer Schlupftür, deren Konstruktion zum größten Teil aus dem Jahr 1350 stammt. Der Durchgang unter dem Turm verläuft unter einer gewölbten Decke. Ursprünglich mit einer Zugbrücke versehen, ließ Heinrich VIII. sie durch einen Backsteinvorsprung mit Schießscharten für Gewehre ersetzen.
Der Byward Tower ist der Ort in der Festung, an der die Ceremony of the Keys stattfindet. Am Tower steht nachts die Wache, die von Besuchern zum Tower das Passwort zum Eintritt in das Gelände verlangt.